# Міла Гойсалич
Міла Гойсалич (хорв. Mila Gojsalić, Костанє, ? — Подградаць (Гата), 1530) — мучениця і героїня хорватського народу.
Походить із села Костанє з Далмації. Жила в часи боротьби між Поліцькою республікою і Османським царством. 1530 року турецький паша Ахмед окупував з 10-тисячним військом Поліцю. Отаборився у Подградаці. Міла Гойсалич пожертувала своєю цнотою, щоб потрапити до шатра Ахмед-паші. Підірвала склад із порохом і боєприпасами, знищивши себе, Ахмед-пашу і все його військо. Залишки війська були розбиті поличанами.